# Crimen sin víctima
El término delito sin víctima, se refiere a las infracciones del derecho penal sin ningún individuo identificable que haya sufrido daños en tal infracción (la víctima). Normalmente se incluyen las violaciones de leyes relativas a la decencia pública, la embriaguez en público, el consumo de drogas ilícitas, la vagancia y la desnudez pública, entre otras, muchas veces asociadas a prohibir o restringir acuerdos entre personas que consienten.

## Derecho y política
El término no se utiliza en jurisprudencia. Es más bien un término político, utilizado por los grupos de presión con la implicación de que la ley en cuestión debe ser abolida. En un Estado de Derecho, el poder legislativo, un órgano a su vez elegido por soberanía popular, define el derecho penal. Un delito (un ilícito civil o extracontractual) es una infracción de una ley, y no siempre tiene una persona o grupo de personas identificables como sus víctimas, sino que también puede consistir, por ejemplo, de los preparativos que no se han traducido en daños (mens rea en la ausencia de actus reus), como intento de delinquir, delitos contra las personas jurídicas en contraposición a las personas naturales o personas, o contra los bienes comunes, como el orden social, el contrato social o el propio Estado, como en la evasión fiscal y la elusión fiscal, traición a la patria, o, en sistemas no-seculares, traición a lo sobrenatural (infracciones de la ley religiosa).
Delitos sin víctimas son un concepto del liberalismo libertario y el anarcocapitalismo, como en el "principio del daño" de John Stuart Mill, "sin víctimas" es una posición que considera al individuo como el único soberano, con exclusión de organismos más abstractos como una comunidad o un Estado, contra el que pueden dirigirse los delitos penales.
En una sociedad democrática, un amplio acuerdo sobre una determinada sanción de la ley como un "delito sin víctimas" a veces puede dar lugar a la abolición de la ley, como ha sido el caso con la mayoría de las leyes con respecto a la homosexualidad o leyes de sodomía, abolidas en la mayoría de los países democráticos avanzado el siglo XX, y, en menor medida la prostitución (permitida, pero de forma restringida). Más limitadas son las legalizaciones de la eutanasia (legal en Japón, los Países Bajos, Suiza y Albania) y el consumo de cannabis (varía por país).

## Clasificación
Definir la "víctima" de un delito "sin víctimas" puede ser controvertido ya que se supone que las leyes están hechas para proteger a la gente, por lo que el acto criminal debería señalar alguna víctima aunque esta resulte abstracta. Los crímenes sin víctimas pueden ser clasificados en 4 formas:
1. En primer lugar, los crímenes consensuados sin daño material, como el sexo homosexual consensuado donde es ilegal, pueden considerarse sin víctimas, ya que nadie es perjudicado.
2. En segundo lugar, los delitos en que el daño causado es cargado abrumadoramente al autor, como el suicidio o el uso de drogas. Como el autor ha elegido a sufrir los efectos de estos crímenes, no es una "víctima" en el sentido normal.
3. En tercer lugar, los delitos en los que el coste corre a cargo de una sociedad o grupo de personas abstractos, sin un marco claro, ni víctima directa. Esto podría ser aplicado a la conducción de automóvil sin seguro (cuando hay mandato de la ley).
4. En cuarto lugar están los delitos contra los que no son "víctimas", entidades no humanas, como los gobiernos. Estos son sin víctimas no porque no se produzca ningún daño, sino porque el destinatario del daño no ha sido debidamente considerado una "víctima". Se trata, pues, una cuestión de la definición de víctima, en lugar de una cuestión de los efectos del delito.

## Consentimiento y abolición
Una parte esencial de la mayoría de los crímenes sin víctimas es que las partes participantes hacen consentimiento al acto, lo que significa que tienen las facultades cognitivas y de información necesaria para tomar una decisión adecuada, es decir capacidad jurídica. Diferentes jurisdicciones pueden tener diferentes interpretaciones y requisitos para determinar el consentimiento informado.
En general, quienes proponen la abolición de los delitos sin víctima se fundamentan en:
1. Libertad individual: las leyes que prohíben los actos sin víctimas no tienen racionalidad o razón moral para existir. La libertad es inherente de las personas. Según este principio, las personas tienen derecho a participar en cualquier acción que escojan, siempre y cuando esas medidas no impidan a los derechos de los demás, aun cuando las acciones podría considerarse perjudicial para esa persona. El Derecho no debe intervenir a menos que se afecte intrísecamente a otras personas.
2. Efecto económico: la eliminación de estas leyes contra delitos de consentimiento sería un beneficio para la economía ya que estas leyes tendrían consecuencias no deseadas. Estas leyes causarían daños mayores que las actividades prohibidas por sí mismas, como la creación de subculturas al margen de la ley (incentivando ambientes de criminalidad real[3]) o traspasar los costos de la prevención o combate a personas reales (los contribuyentes). Justifican la derogación de estas leyes en las mismas razones de reducción de daños que originalmente se utiliza para justificar su existencia.